# روبرت إيفي
روبرت إيفي (بالإنجليزية: Robert Ivie)‏ هو أكاديمي أمريكي، ولد في 29 يوليو 1945.